# Rock Revolution (videojuego)
Rock Revolution es un videojuego musical desarrollado por Zoë Mode y HB Studios y publicado por Konami. El juego fue lanzado el 15 de octubre de 2008 para Nintendo DS, PlayStation 3, Wii y Xbox 360. Al igual que con títulos similares, el juego usa varios controladores para simular la interpretación de música rock, principalmente usando controladores de guitarra y batería en sus versiones de Xbox 360 y PlayStation 3.
Rock Revolution recibió críticas generalmente negativas de los críticos, quienes sintieron que el juego era un clon inferior de las franquicias Guitar Hero y Rock Band sin características distintivas. para diferenciarlo de su competencia; particularmente el diseño de su kit de batería controlador, la interfaz del juego y su banda sonora de en su mayoría versión de portada como sus peores aspectos. El juego experimentó bajas cifras de ventas en su primer mes, vendiendo alrededor de 3000 copias.

## Gameplay
El juego en Rock Revolution gira en torno a jugadores que intentan simular la reproducción de música rock utilizando controladores especiales con forma de instrumento. Las notas que se desplazan en la pantalla indican el patrón y la sincronización de los botones que se deben presionar en la guitarra o los pads que se golpean en el kit de batería. Las canciones pueden incluir "rellenar cuadros" y "redobles" en tablas de percusión, y martillo/arranque's y "shred boxes" (deben rasguearse constantemente durante la duración) en las tablas de guitarra. Los multiplicadores de puntaje aumentan a través de combos más grandes, y se puede activar un período de bonificación temporal cuando la barra de vida del jugador, el "medidor de atmósfera", está al máximo.
En la versión de Wii, los jugadores usan el Wii Remote y el Nunchuk como instrumento de aires tocando las canciones realizando gestos y movimientos específicos. Los controladores de guitarra y batería para Wii no se pueden usar con el juego. La versión para DS utiliza la pantalla táctil y el micrófono, utilizando movimientos gestuales para tocar la guitarra, tocando una batería virtual en la pantalla táctil con el lápiz óptico para la batería y el micrófono interno del sistema para las voces.
En Rock Revolution se presentan varios modos de juego. El modo de carrera del juego sigue la carrera de la banda del jugador, grabando álbumes y tocando en vivo. Estas etapas pueden presentar desafíos específicos, como alcanzar una determinada puntuación, interpretar una canción sin ver las notas, evitar falsas "notas venenosas" o completar canciones con un número limitado de errores. El multijugador local y en línea también se ofrece en las versiones de consola, incluidos los modos cooperativo y de batalla. También está disponible un "estudio de grabación" modo sandbox, donde los jugadores pueden crear sus propias canciones con varias opciones, como diferentes estilos de guitarra y batería, acordes, rellenos y ritmos. Sin embargo, las canciones creadas en este modo no se pueden reproducir como una canción en el juego.

## Desarrollo
Konami era conocido por su serie Bemani de juegos de simulación musical en Japón. En particular, el juego de simulación de guitarra de Konami GuitarFreaks (y su oscuridad fuera de Asia), influyó en el desarrollador estadounidense de videojuegos Harmonix para producir su propio juego similar, Guitar Hero. Konami solicitó una marca registrada en los Estados Unidos con el nombre "Guitar Revolution" el 29 de junio de 2006. Con un nombre inspirado en el propio Dance Dance Revolution y Karaoke Revolution" de Konami , la presentación de la marca comercial llevó a la especulación de que Konami estaba desarrollando su propio competidor para la serie Guitar Hero.
Rock Revolution sería anunciado oficialmente y presentado por Konami en un evento de prensa en San Francisco el 15 de mayo de 2008. En el evento se demostró una versión anterior del juego, con canciones de Twisted Sister, Avril Lavigne, The Ramones y Quiet Riot, entre otros temas. La versión de Xbox 360 se demostró con controladores de guitarra de "Guitar Hero", pero también se demostró un controlador de batería de nuevo diseño diseñado específicamente para "Rock Revolution". El gerente de producto asociado Mondona Akhazan declaró que "Rock Revolution" sería un juego más centrado en la batería, en contraste con otros juegos de bandas, que los desarrolladores sintieron que se enfocaban más en el papel de los guitarristas. Como tal, el kit de batería "Rock Revolution" presentaba un diseño que contenía 6 pads de batería (a diferencia del diseño de cuatro pads utilizado por "Rock Band" y "Guitar Hero" de cinco. diseño de pad), el más grande es un tambor ubicado directamente en frente del jugador.
Las versiones de Wii y Nintendo DS no usarían controladores de guitarra ni batería; en cambio, la versión de Wii usa el Wii Remote y Nunchuck como instrumentos de aire, y la versión de Nintendo DS usa una pantalla táctil y un micrófono interno para tocar instrumentos y voces respectivamente. La capacidad de jugar como vocalista siguió siendo exclusiva de la versión de DS, ya que Konami sintió que incluir esta función en las versiones de consola podría afectar potencialmente a la serie Karaoke Revolution.
En septiembre de 2008, Konami confirmó oficialmente que no habría un controlador de guitarra específico para "Rock Revolution", y que los periféricos de guitarra y batería utilizados por las series "Guitar Hero" y "Rock Band" serían compatible con las versiones de Xbox 360 y PlayStation 3 del juego; los patrones de batería se modificarían automáticamente según el controlador que esté usando el jugador. En una entrevista de junio de 2008, el productor asociado de Konami, Keith Matejka, sintió que debería haber una mejor compatibilidad entre los periféricos utilizados por los juegos de música recientes, creyendo que estos diferentes controladores solo brindaban experiencias "ligeramente diferentes" entre sí y que eran costosos de fabricar y comprar. Tanto Sony como Microsoft anunciaron más tarde que los controladores para Guitar Hero World Tour y Rock Band 2 serían intercambiables entre ellos y Rock Revolution.
En el período previo al lanzamiento de Rock Revolution, el 10 de julio de 2008 surgieron informes de que Konami presentó una demanda contra Harmonix y Viacom por infracción de patente sobre Rock Band en el Tribunal de Distrito de los Estados Unidos para el Distrito Este de Texas, alegando que infringió las patentes de Konami sobre juegos de simulación de música. También solicitaron una compensación en efectivo y una orden para detener las ventas de Rock Band. En febrero de 2009, Harmonix demandó a Konami por infringir sus patentes en "Rock Revolution"; las patentes en cuestión habían citado algunas de las patentes de Konami como referencias. Las dos empresas llegaron a un acuerdo sobre la disputa en septiembre de 2010, cuyos términos no fueron revelados.

## Banda sonora
Rock Revolution contiene 41 canciones para Xbox 360, Wii y PlayStation 3 y 20 canciones para Nintendo DS. La mayoría de las canciones son versiones de grabaciones originales (las excepciones son "Given Up" de Linkin Park y "Paralyzer" de Finger Eleven).

### Lista de canciones de la consola
| Título                           | Artista              |
| -------------------------------- | -------------------- |
| "All My Life"                    | Foo Fighters         |
| "All The Small Things"           | Blink-182            |
| "Am I Evil?"                     | Metallica            |
| "Are You Gonna Be My Girl"       | Jet                  |
| "Bad Reputation"                 | Joan Jett            |
| "Blitzkrieg Bop"                 | Ramones              |
| "Chop Suey!"                     | System of a Down     |
| "Cum on Feel the Noize"          | Quiet Riot           |
| "Dance, Dance"                   | Fall Out Boy         |
| "Detroit Rock City"              | Kiss                 |
| "The Diary of Jane"              | Breaking Benjamin    |
| "Dirty Little Secret"            | All-American Rejects |
| "Dr. Feelgood"                   | Mötley Crüe          |
| "The End of Heartache"           | Killswitch Engage    |
| "Falling Away from Me"           | Korn                 |
| "Given Up"                       | Linkin Park          |
| "Heading Out to the Highway"     | Judas Priest         |
| "Highway Star"                   | Deep Purple          |
| "Holy Wars...The Punishment Due" | Megadeth             |
| "Joker & the Thief"              | Wolfmother           |
| "Kiss Me Deadly"                 | Lita Ford            |
| "Last Resort"                    | Papa Roach           |
| "Magic Man"                      | Heart                |
| "No One Like You"                | Scorpions            |
| "Our Truth"                      | Lacuna Coil          |
| "Pain"                           | Three Days Grace     |
| "Paralyzer"                      | Finger Eleven        |
| "Pull Me Under"                  | Dream Theater        |
| "Round and Round"                | Ratt                 |
| "Run to the Hills"               | Iron Maiden          |
| "Sk8er Boi"                      | Avril Lavigne        |
| "Somebody Told Me"               | The Killers          |
| "The Spirit of Radio"            | Rush                 |
| "Spoonman"                       | Soundgarden          |
| "Still of the Night"             | Whitesnake           |
| "Stone Cold Crazy"               | Queen                |
| "Walk"                           | Pantera              |
| "We're Not Gonna Take It"        | Twisted Sister       |
| "White Room"                     | Cream                |
| "Won't Get Fooled Again"         | The Who              |
| "Youth Gone Wild"                | Skid Row             |

### Contenido descargable
Además de las 41 canciones del repertorio principal, las versiones del juego para PlayStation 3 y Xbox 360 también admiten nuevas canciones como contenido descargable. Además, todas las canciones en paquetes se pueden descargar individualmente. Todas las canciones estaban disponibles tanto en PlayStation Network como en Xbox Live a menos que se indique lo contrario.
Solo se han lanzado dos paquetes, uno con música de artistas de los juegos de música Bemani de Konami y otro con música de la banda de heavy metal Pantera.
| Título                 | Artista                         | Fecha de lanzamiento    | Nombre de sencillo / paquete |
| ---------------------- | ------------------------------- | ----------------------- | ---------------------------- |
| "No Pain, No Gain"     | The Rock Revolution Band        | 24 de octubre de 2008   | Single                       |
| "She's The Bug"        | The Rock Revolution Band        | 24 de octubre de 2008   | Single                       |
| "Death Real"           | Des-ROW                         | 13 de noviembre de 2008 | Bemani Track Pack            |
| "My Only Shining Star" | Naoki Maeda remezclado por Kuro | 13 de noviembre de 2008 | Bemani Track Pack            |
| "Model DD8"            | Mutsuhiko Izumi                 | 13 de noviembre de 2008 | Bemani Track Pack            |
| "Progressive Baby"     | Daisuke Kurosawa                | 13 de noviembre de 2008 | Bemani Track Pack            |
| "CHIMERA"              | Daisuke Kurosawa                | 13 de noviembre de 2008 | Bemani Track Pack            |
| "5 Minutes Alone"      | Pantera                         | 14 de enero de 2009     | Pantera Track Pack           |
| "Mouth for War"        | Pantera                         | 14 de enero de 2009     | Pantera Track Pack           |
| "Cemetery Gates"       | Pantera                         | 14 de enero de 2009     | Pantera Track Pack           |
| "This Love"            | Pantera                         | 14 de enero de 2009     | Pantera Track Pack           |
| "I'm Broken"           | Pantera                         | 14 de enero de 2009     | Pantera Track Pack           |

## Recepción
Las versiones de PS3 y Xbox 360 de Rock Revolution tienen una puntuación total de 38/100 en Metacritic, lo que indica "críticas generalmente desfavorables". Los críticos compararon el juego con Guitar Hero y Rock Band al reconocer las deficiencias y diferencias generales, como la presentación de notas en pantalla (evitando la "autopista" en ángulo que se origina en Guitar Hero para una pantalla plana, vertical similar a una tablatura similar a la serie GuitarFreaks, y el pedal de bajo en la batería está representado por un carril separado, en lugar de como una barra que se extiende a lo largo de toda la pista como en Rock Band), así como el diseño y el tamaño de los pads en el controlador de batería del juego. Rock Revolution también fue criticado por tener una banda sonora más pequeña que la de su competencia y que consiste casi en su totalidad en versiones (en contraste con Guitar Hero World Tour y Rock Band 2, que presentaban solo grabaciones maestras).

GameSpot criticó aspectos del juego principal de Rock Revolution', incluida la presentación de notas (argumentando que da menos tiempo para que los jugadores reaccionen), listas de canciones inexactas y "inusualmente pequeñas". ventanas de tiempo. El modo carrera también fue criticado por carecer de narrativa o personalización del personaje, y que el estudio era el "único modo redentor" del juego (pero señaló que las canciones creadas en el modo no se podían reproducir ni compartir en el juego, como con ' 'Guitar Hero World Tour'). En conclusión, se argumentó que Rock Revolution no estuvo a la altura de las expectativas de calidad asociadas con los otros juegos de ritmo de Konami, y que "si Rock Revolution saliera hace dos o tres años, podría haber sido revolucionario, pero en 2008, ni siquiera es relevante".
Game Informer reconoció que si bien hubo una "tentación" de comparar negativamente el juego con las franquicias más establecidas de Guitar Hero y Rock Band, Rock Revolution todavía era "bastante agradable a veces" y tenía una lista de canciones "estelares" a pesar de sus versiones "horribles". Sin embargo, algunos de sus modos (como el estudio de música) se describieron como "esenciales ridículamente básicos". Un escritor de Kotaku sintió que la configuración del controlador de batería se sentía más natural y realista que la de Rock Band, pero que los platillos eran difíciles de tocar debido a su tamaño y falta de elevación.
IGN sintió que Rock Revolution "[falló] en casi todos los aspectos" en comparación con las franquicias "ubicuas" de Guitar Hero y Rock Band, criticando su presentación "poco atractiva". y multitudes mal animadas, el diseño incómodo del controlador de batería y las almohadillas que no responden, y el modo de estudio de grabación por ser "tan intuitivo como un formulario de impuestos". Sin embargo, el juego recibió elogios por su compatibilidad con los controladores existentes, algunas de sus selecciones de canciones (como "Cum On Feel the Noize" y "Kiss Me Deadly") , así como los desafíos "tipo arcade" y la capacidad de improvisar solos de guitarra en el modo carrera. En conclusión, Rock Revolution fue, a pesar de sus cualidades redentoras, considerada como un "paso atrás" para el género.
IGN también revisó la versión de DS, dándole un 4.1/10, criticando específicamente su juego de baja calidad en comparación con Guitar Hero: On Tour, personajes por tener animación limitada. y "parecer rechazados de los viejos dibujos animados de Hanna-Barbera", y por su banda sonora pequeña, de baja calidad y sin acreditar. Ken Barnes de RewiredMind.com citó controles inexactos y las limitaciones del hardware de Nintendo DS en las secciones vocales para obtener una puntuación baja en su revisión de la versión de Nintendo DS, pero aplaudió a los desarrolladores del juego por intentar implementar el juego vocal en la DS. Barnes también señaló que solo revisó la versión de DS del juego debido al "costo prohibitivo de importar el 'kit' de batería de PS3 o Xbox 360 de aspecto horrible".

### Ventas
El NPD Group informó que Rock Revolution vendió menos de 3000 copias en octubre de 2008 en los Estados Unidos en las versiones de Xbox 360, PlayStation 3 y Nintendo DS en el primer mes de lanzamiento del juego, a diferencia de las 534.000 copias de Guitar Hero World Tour vendidas en el mismo período.